# 楊淑喻
楊淑喻，是一位臺灣桃園市新屋區客籍女歌手，2006年她與吉他手李康慶組成樂團吉那罐子，她擔任樂團主唱。 
2017年，她以《桐花放客》獲得第28屆金曲獎的「最佳樂團」、「最佳客語專輯」、「年度專輯」三項提名。 
2019年，她以專輯《理所當然》獲得第30屆金曲獎「最佳客語歌手」「最佳客語專輯」、「年度專輯」三項提名。
2019年6月29日星期六，以專輯《理所當然》成功拿下第30屆金曲獎最佳客語歌手獎。